# Epínetro

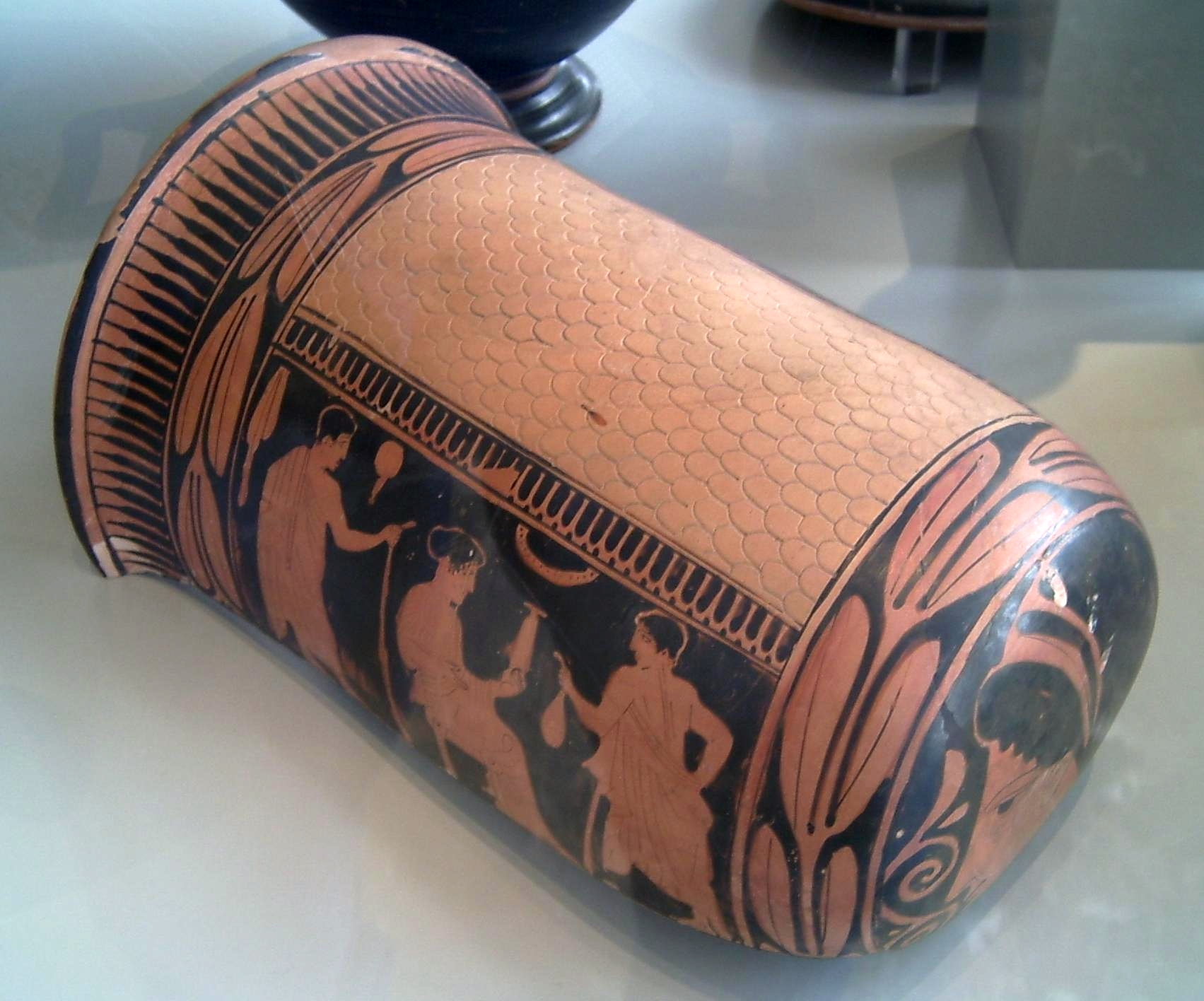
Epinetro ático de figuras rojas decorado en ambos lados con figuras de hombre y mujeres jóvenes (hacia 450 a. C.)

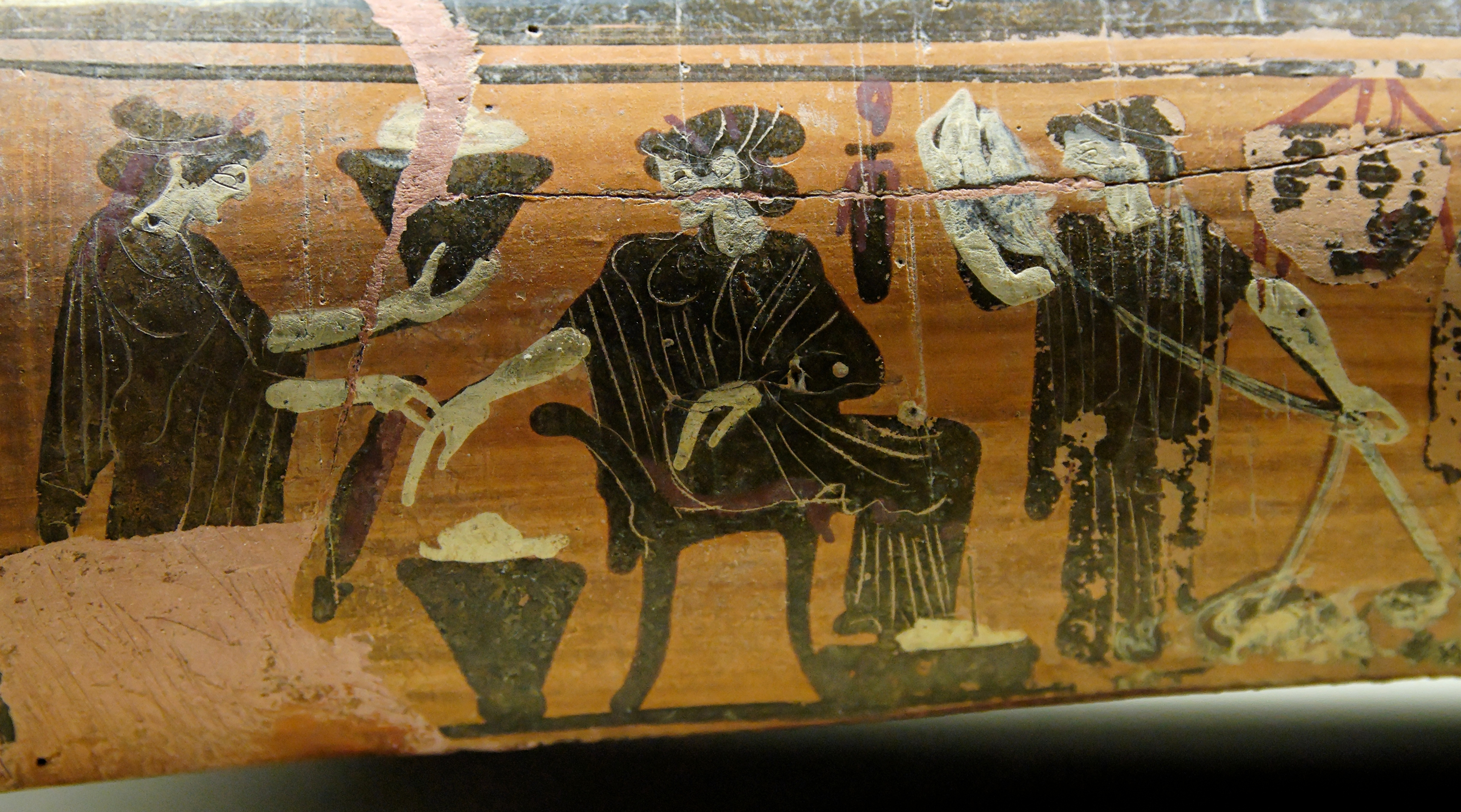
Escena de gineceo: mujeres tejiendo. Detalle de un epínetro ático de figuras negras. Museo del Louvre.

Epínetro (en griego, ἐπίνητρον, con su plural ἐπίνητρα), también llamado onos, era un objeto de cerámica de la antigua Grecia, una especie de rodillo que aunque por su forma pudiera parecerlo no era una vasija, según John Beazley. Lo usaban las mujeres del Ática cuando desbastaban la lana para su hilado con el método conocido como "hilado en pierna". El epinetro se colocaba sobre el muslo y se frotaba la lana sobre su superficie rugosa evitando que la grasa de la lana manchara la ropa. 
Los modelos más ornamentales se depositaban en las tumbas de las doncellas solteras o se dedicaban en los templos, sobre todo a la diosa Atenea. A menudo se trataba de un regalo de boda y llevaba una cabeza o busto de Afrodita en el frente. Se decoraba con escenas de mujeres tejiendo o incluso amazonas. 
El epínetro más destacado es el denominado de Eretria por haber sido pintado por el conocido pintor homónimo, hoy en el Museo Arqueológico Nacional de Atenas.